# Antoni Teslar
Antoni Teslar (* 26. Mai 1898 in Krzeszowice bei Krakau; † 13. September 1972 in Warschau) war ein polnischer Maler, der für seine Bilder vom wiederaufgebauten Warschau nach dem Zweiten Weltkrieg bekannt ist.

## Leben
Teslar studierte etwa von 1917 bis 1919 an der Schule der Schönen Künste Warschau. In dieser Zeit war er Mitglied bei den Polnischen Legionen. Im Jahr 1921 veröffentlichte die Zeitung „Gazeta Grudziądzka“ einen Zyklus von Zeichnungen Teslars zu Städten aus Pommerellen (Grudziądz, Brodnica, Chełmno und Toruń). Von 1921 bis 1925 wurde er an der Kunsthochschule Krakau im Fachbereich Malerei von Wojciech Weiss, Ignacy Pieńkowski und Stanisław Kamocki unterrichtet. Die Bearbeitung von Keramiken lernte er von 1926 bis 1929 an der Conservatoire National des Arts et Métiers in Paris (wo bereits sein älterer Bruder lebte) unter Henri-Marcel Magne.
Im Jahr 1930 verließ er Frankreich und zog nach Marokko, wo er bis 1938 lebte. Im Jahr 1939 kehrte er nach Polen zurück. Im Ausland hatte er Landschaften, Porträts und Stillleben gemalt und dabei eine Vielzahl von malerischen Techniken genutzt. Er war auch als Emaillierer und Schmuckdesigner tätig; im Jahr 1928 erhielt er eine bronzene und 1929 eine silberne Medaille auf der Internationalen Kunstgewerbeausstellung in Paris. Nach dem Zweiten Weltkrieg schloss er sich der Gruppierung konservativer Maler, der 1956 gegründeten „Grupa Zachęta“, an. Bereits vor dem Krieg hatte er mehrfach in Polen und im Ausland ausgestellt. 1961 nahm er an einer Ausstellung im Warschauer Nationalmuseum, 1962 am „Festiwal Polskiego Malarstwa Współczesnego“ (deutsch: Festival der zeitgenössischen polnischen Malerei) und 1963 an der Ausstellung „Warszawa w sztuce“ (deutsch: Warschau in der Kunst) teil. Einzelausstellungen wurden ihm 1957 im Warschauer Kulturpalast und 1966 im Kopernikus-Museum in Frombork gewidmet. In seiner Schaffenszeit nach dem Krieg malte Teslar vorwiegend Bilder zu Warschaus Architektur. Werke von ihm sind im Besitz des Warschauer Nationalmuseums und der Polnischen Nationalbank („Widok na odbudowywane Stare Miasto w Warszawie“, deutsch: Blick auf die wiederaufgebaute Altstadt von Warschau von 1952).
Er wurde auf dem Powązki-Militärfriedhof in Warschau beerdigt. Seine Brüder waren Józef Andrzej Teslar, der Maler Aleksander Teslar und der politische Publizist Tadeusz Teslar.